# Anna De Weert
Anna De Weert (geboren Cogen) (Gent, 27 mei 1867 - aldaar, 12 mei 1950) was een Belgische kunstschilderes en essayiste. De Weert wordt als een belangrijk luministe beschouwd.

## Biografie
De Weert was een dochter van Clara Cogen-Ledeganck en Eugène Cogen, en de kleindochter van Karel Lodewijk Ledeganck. Anna was twee jaar oud toen haar vader overleed. Samen met haar moeder trok ze in bij haar grootmoeder, toen eveneens weduwe. De Weert was tevens de nicht van kunstschilders Alfons en Felix Cogen. Het was van die laatste dat ze haar eerste waterverfdoos kreeg.
Ze trouwde in 1891 met de Gentse liberale politicus, Maurice De Weert. Het koppel had veel kennissen binnen het protestants-liberale milieu van de stad via de Cercle Artistique et Littéraire.

## Geloof
Mede onder invloed van de krant La Flandre Libérale sloten de families Cogen en Ledeganck zich aan bij een protestantse beweging die vanaf 1875 opkwam in Gent. Anna en haar moeder gingen naar de tempel op de Brabantdam, waar Anna en Maurice ook huwden. Over de inwijding van haar atelier schreef ze "Mon Dieu, bénis cet atelier et bénis le travail qu'il verra!" en "c'est une maison de prière, car travailler, peindre, traduire la nature c'est ma manière à moi de prier."

## Opleiding
De Weert kreeg eerst tekenlessen van Désiré De Keghel, die ze zelf weinig waardevol vond. Later volgde ze schilderlessen bij Emile Claus in zijn villa "Zonneschijn" te Astene. Daar ontmoette ze Jenny Montigny. Net als bij Claus was de Leie een centraal thema in haar werk.De Weert bleef haar hele leven bewondering koesteren voor haar leraar. Na zijn overlijden was zij het die het initiatief nam om een monument voor hem op te richten in het Gentse Citadelpark, uitgevoerd door Yvonne Serruys.

## Carrière
In 1895 verwierven De Weert en haar man de hoeve "Hof ter Neuve" in Afsnee aan de oever van de Leie waar ze haar atelier inrichtte. Daar maakte ze haar liefde voor het luminisme duidelijk door "Licht, liefde, leven" op de schoorsteen te graveren.
Ze debuteerde datzelfde jaar op het driejaarlijkse Salon van Gent en verdeelde vanaf dan haar tijd tussen haar huis in Gent, gereserveerd voor de wintermaanden en sociale gelegenheden, en haar atelier in Afsnee. In 1898 stelde ze tentoon in de Cercle Artistique et Littéraire in Brussel en het jaar daarop in de Cercle in Gent. Ze stelde veel tentoon, in Gent en in het buitenland (Berlijn, Londen, Turijn, de Biënnales van Venetië, de Salons van Parijs, zowel individueel als in groep.
In 1904 stichtte ze samen met Adrien-Joseph Heymans en Emile Claus de kunstkring Vie et Lumière op. Ze was één van de meest actieve leden van de kunstkring. De Weert schilderde o.a. landschappen en stillevens. Ook illustreerde ze een paar uitgaves van haar moeder Clara, zoals Begijntjes en begijnhoven.
Als schrijfster schreef zij voornamelijk essays voor de Gentse krant La Flandre Libérale, ook publiceerde zij een verhaal in het tijdschrift De Vlaamsche Gids.
Tijdens de Eerste Wereldoorlog werkte De Weert in een veldhospitaal in haar voormalige school, Institut de Kerckhove. Haar man werd gedeporteerd, maar kon in 1918 terugkeren.
Vanaf 1921 reisde De Weert bijna elk voorjaar naar de Azurenkust of Italië, waar ze hield van het zonlicht. Ze schilderde er enkele werken, zoals Bloemenmarkt in Menton (1928).
Na het overlijden van haar echtgenoot in 1930 bleef Anna verder schilderen, maar exposeerde ze minder. Haar laatste retrospective vond plaats in 1938.

## Galerij

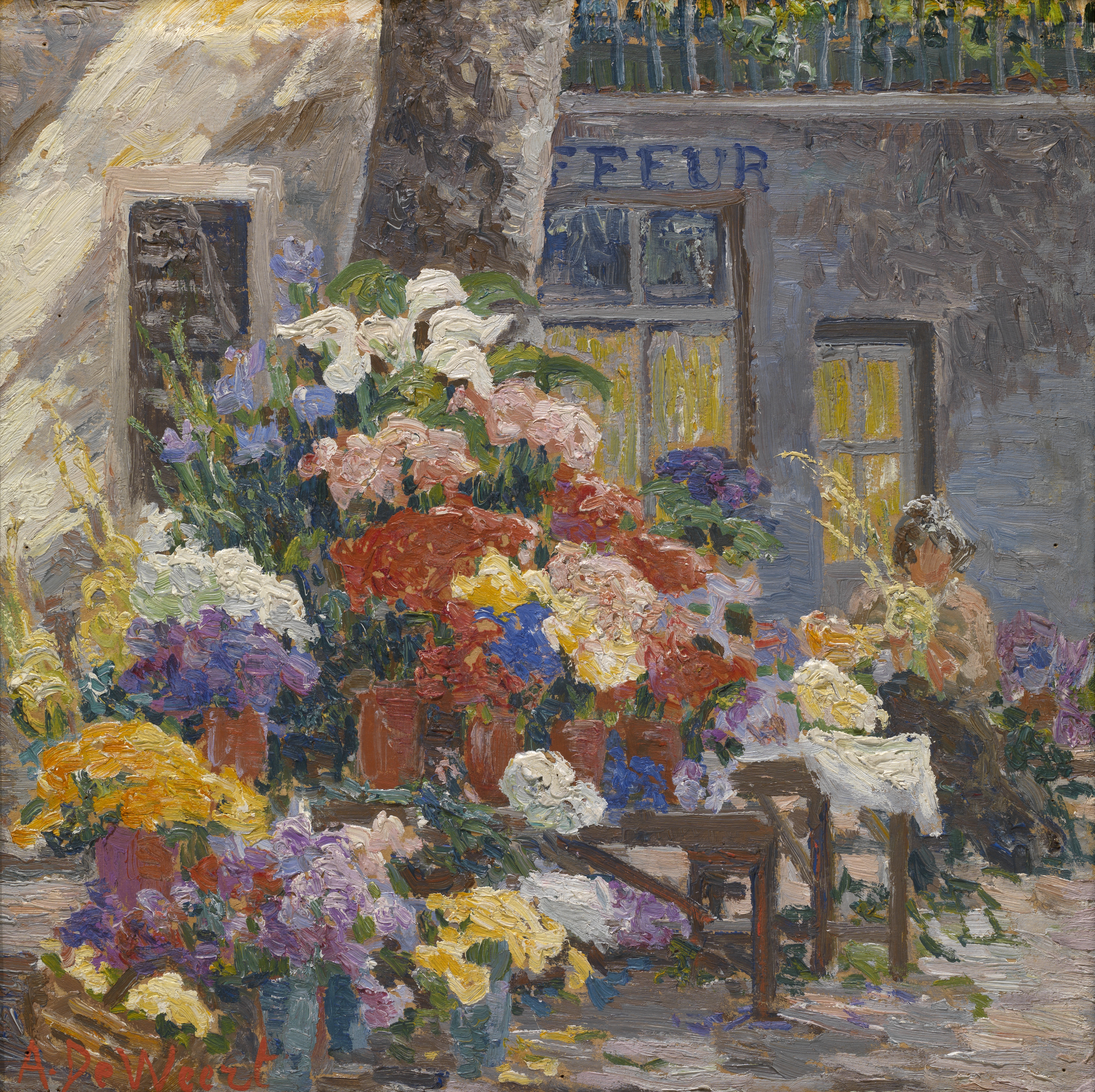
Bloemenmarkt in Menton (Côte d’Azur), 1928, collectie Museum voor Schone Kunsten Gent
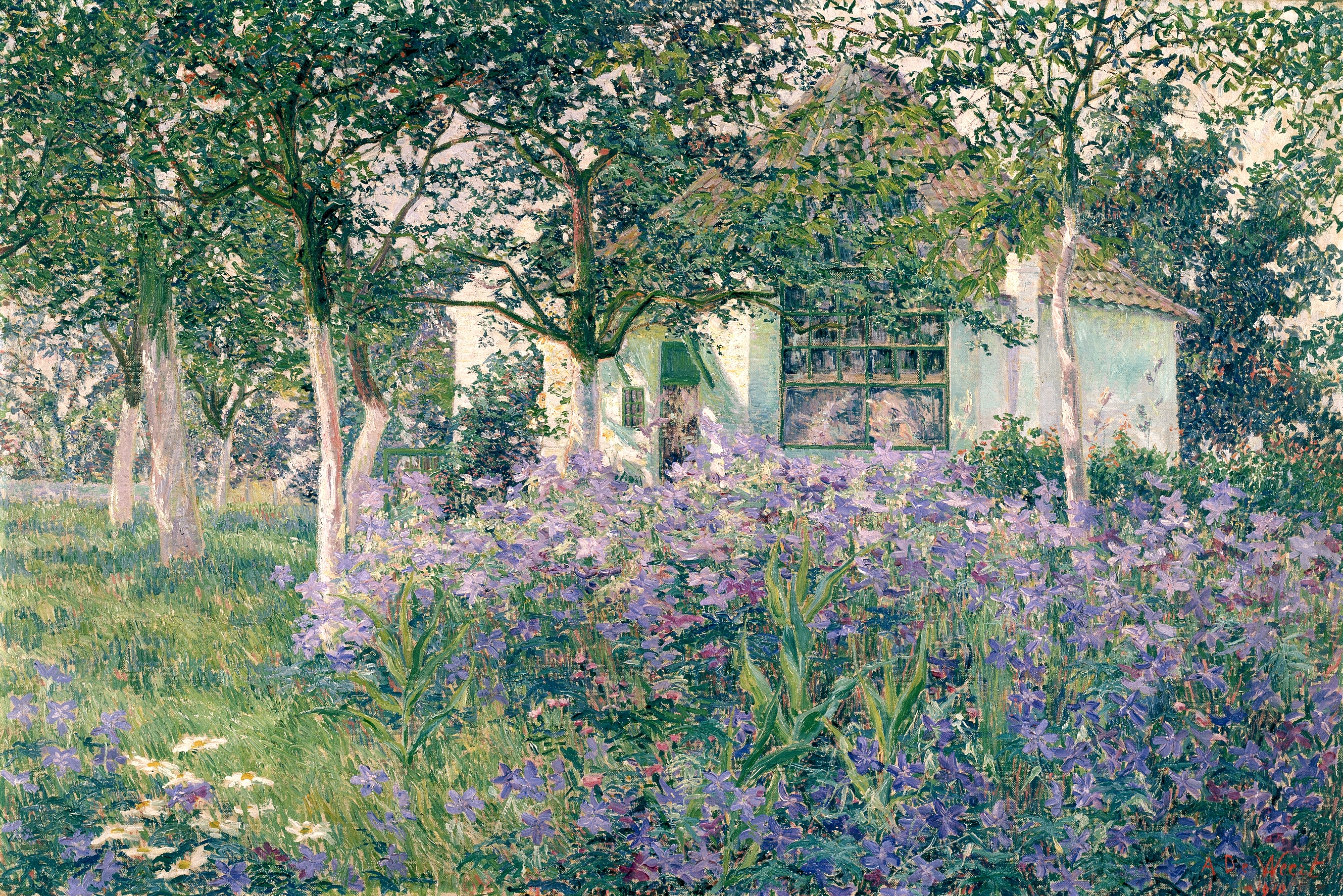
Mijn atelier in juni, collectie Museum voor Schone Kunsten Gent
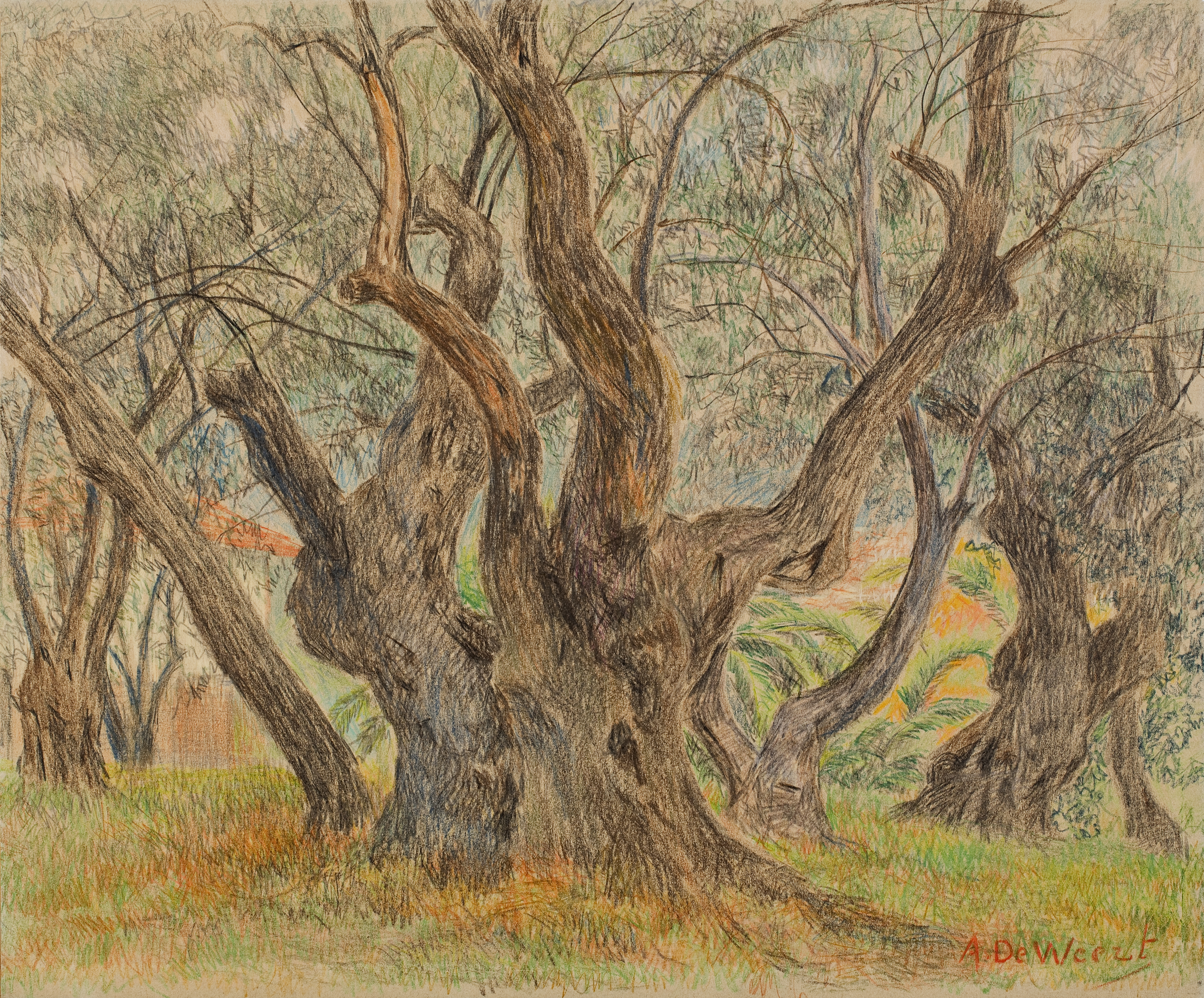
Monsterachtige olijfboom, collectie Museum voor Schone Kunsten Gent
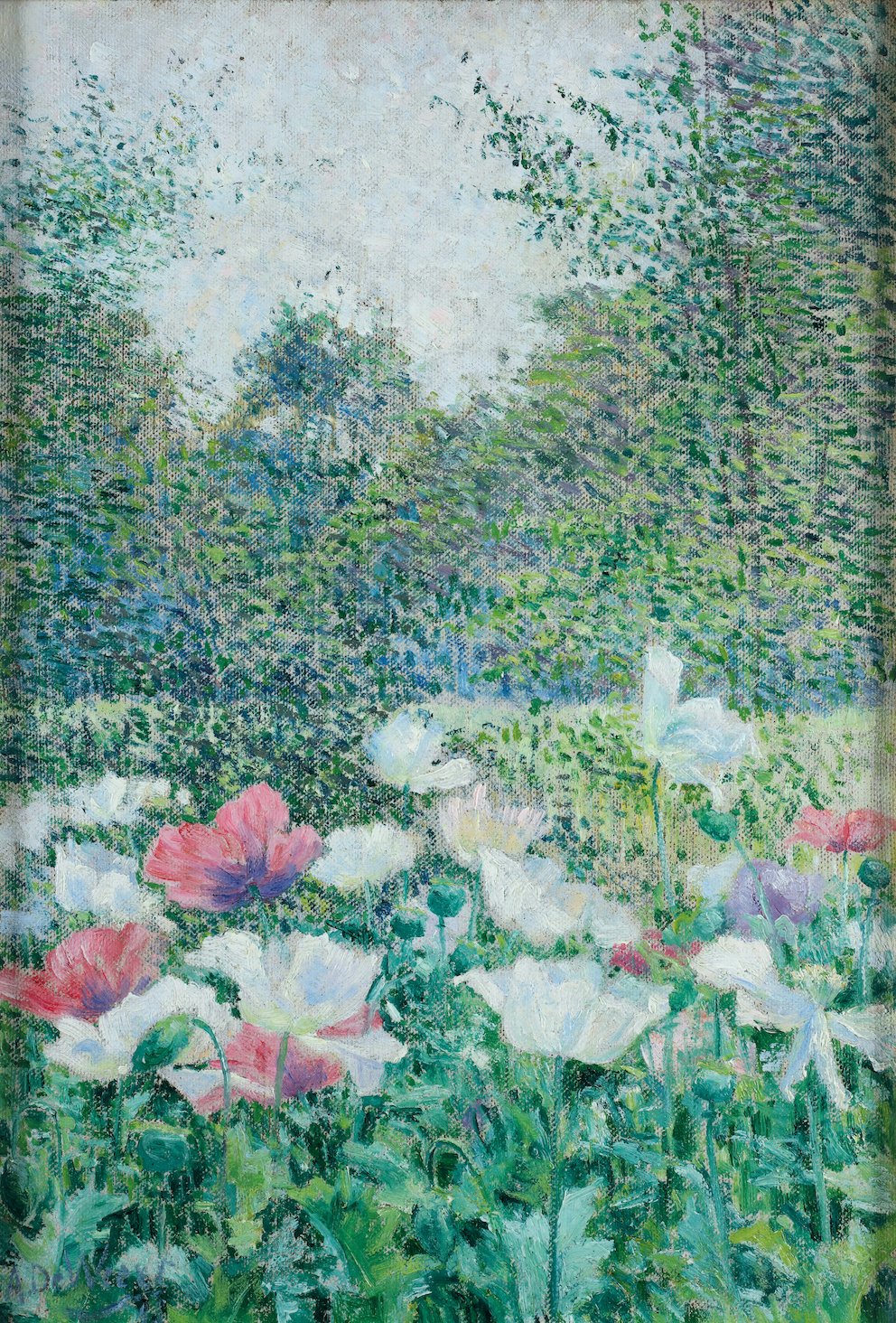
De Klaprozen (Engelse collectie)
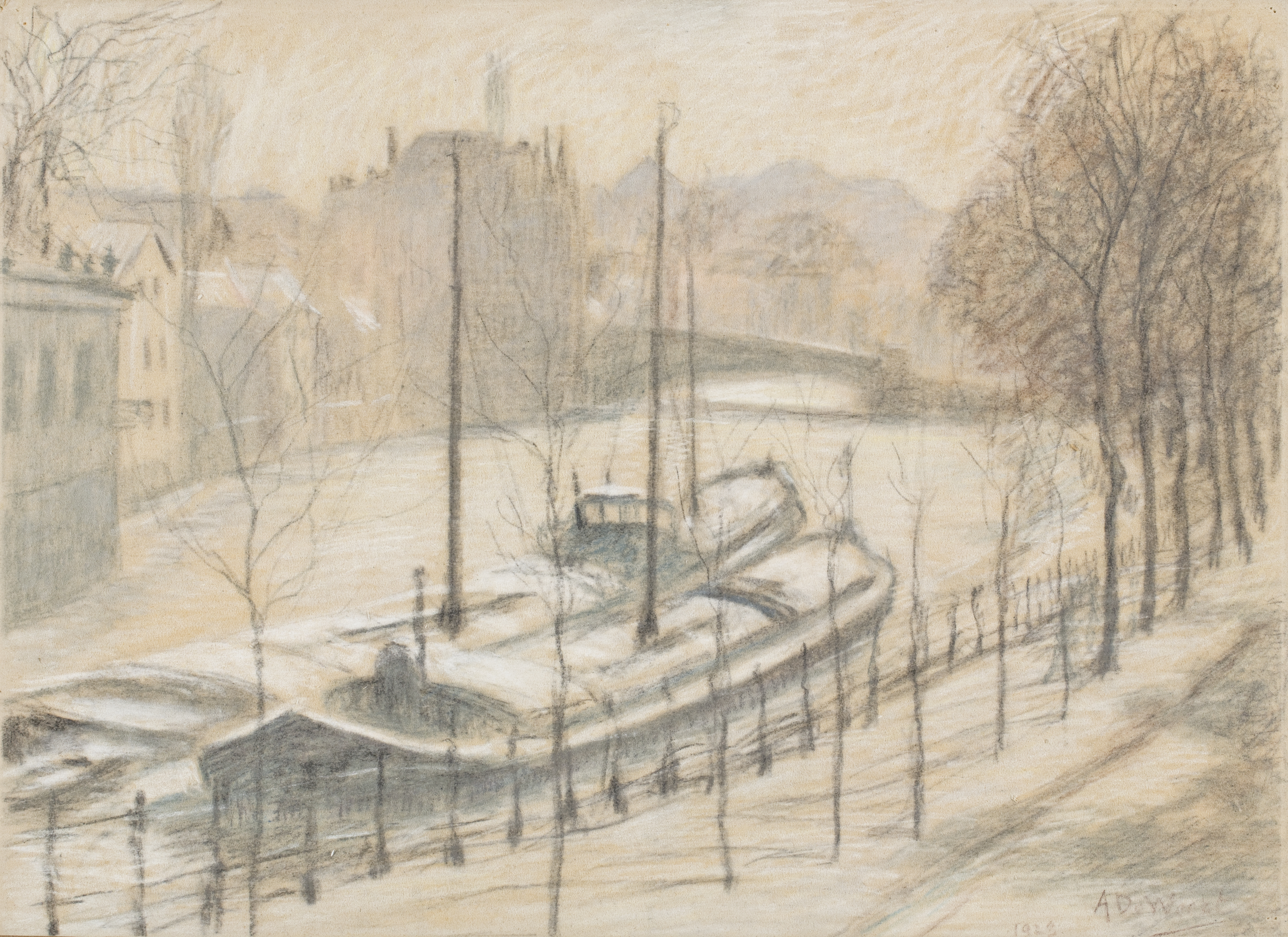
Schuiten onder de sneeuw, 1929, collectie Museum voor Schone Kunsten Gent
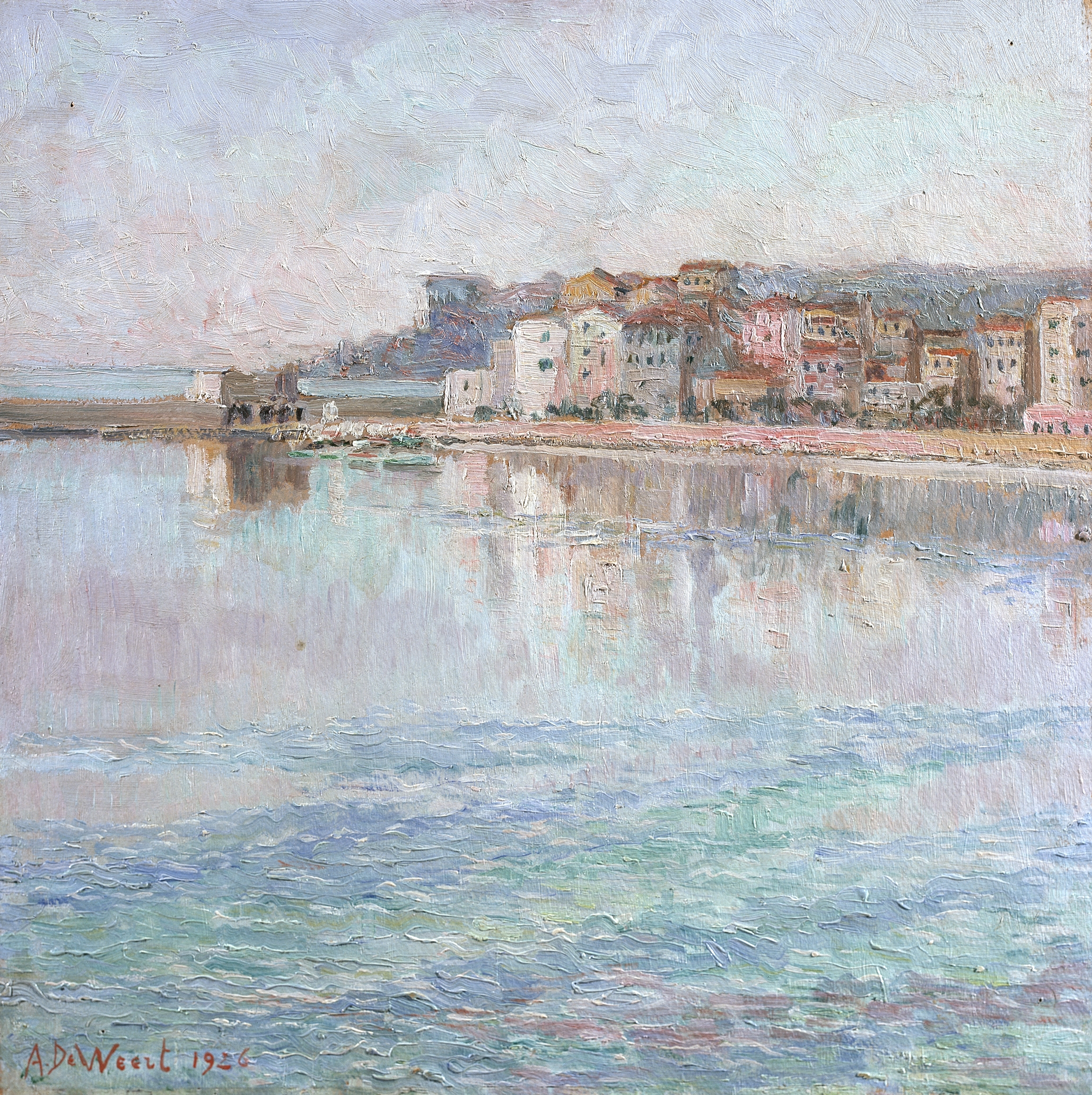
Weerspiegelingen op de zee bij Menton (Côte d’Azur), 1926, collectie Museum voor Schone Kunsten Gent
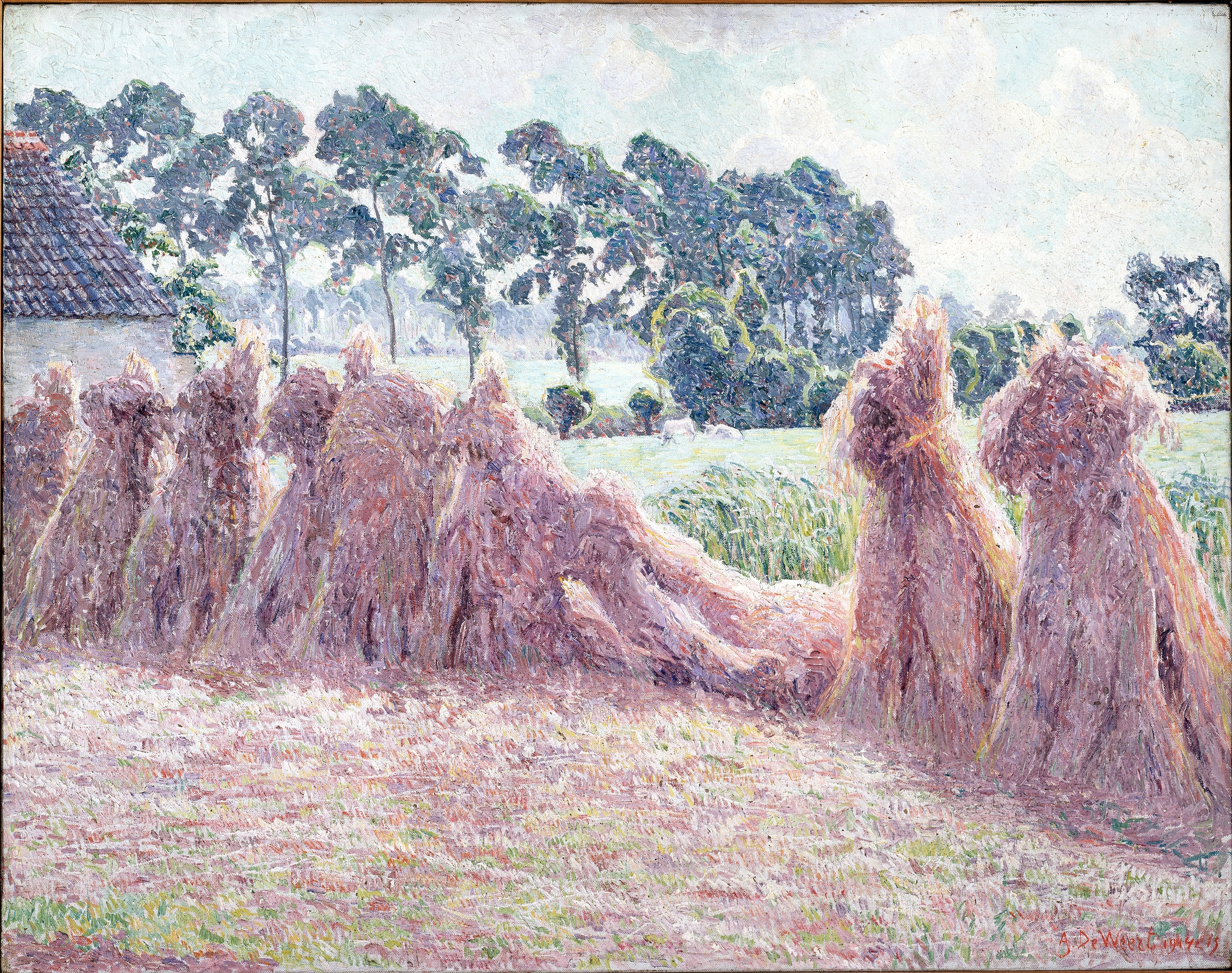
Zomerochtend, 1910, collectie Museum voor Schone Kunsten Gent

## Portret
Het schilderij van haar door Emile Claus is mogelijk geschilderd in de omgeving van het Hof ter Neuve in Afsnee aan de Leie. In dit atelier bracht De Weert vanaf het midden van de jaren 1890 de zomermaanden door. De mogelijke locatie is niet ver verwijderd van de villa Zonneschijn van Claus te Astene.